# Personaggi di Lucifer
Questa è la lista contenente i personaggi della serie tv americana Lucifer.

## Personaggi Principali
| Personaggio                  | Interprete         | Stagione   | Stagione   | Stagione   | Stagione   | Stagione   | Stagione   |
| Personaggio                  | Interprete         | 1          | 2          | 3          | 4          | 5          | 6          |
| ---------------------------- | ------------------ | ---------- | ---------- | ---------- | ---------- | ---------- | ---------- |
| Lucifer Morningstar          | Tom Ellis          | Principale | Principale | Principale | Principale | Principale | Principale |
| Chloe Decker                 | Lauren German      | Principale | Principale | Principale | Principale | Principale | Principale |
| Daniel ("Dan") Espinoza      | Kevin Alejandro    | Principale | Principale | Principale | Principale | Principale | Principale |
| Amenadiel                    | D.B. Woodside      | Principale | Principale | Principale | Principale | Principale | Principale |
| Mazikeen ("Maze") Smith      | Lesley-Ann Brandt  | Principale | Principale | Principale | Principale | Principale | Principale |
| Beatrice ("Trixie") Espinoza | Scarlett Estevez   | Principale | Principale | Principale | Principale | Guest      | Guest      |
| Dr. Linda Martin             | Rachael Harris     | Principale | Principale | Principale | Principale | Principale | Principale |
| Malcolm Graham               | Kevin Rankin       | Principale | Assente    | Assente    | Assente    | Assente    | Assente    |
| Dea / Charlotte Richards     | Tricia Helfer      | Assente    | Principale | Principale | Assente    | Guest      | Guest      |
| Ella Lopez                   | Aimee Garcia       | Assente    | Principale | Principale | Principale | Principale | Principale |
| Caino/Marcus Pierce          | Tom Welling        | Assente    | Assente    | Principale | Assente    | Assente    | Assente    |
| Eve                          | Inbar Lavi         | Assente    | Assente    | Assente    | Principale | Guest      | Principale |
| Michael                      | Tom Ellis          | Assente    | Assente    | Assente    | Assente    | Principale | Guest      |
| Lilith ("Lily") Rose         | Lesley-Ann Brandt  | Assente    | Assente    | Assente    | Assente    | Guest      | Assente    |
| Dio                          | Dennis Haysbert    | Assente    | Guest      | Assente    | Assente    | Principale | Assente    |
| Aurora ("Rory") Morningstar  | Brianna Hildebrand | Assente    | Assente    | Assente    | Assente    | Assente    | Principale |

## Lucifer Morningstar
Lucifer è un personaggio immaginario protagonista dell'omonima serie televisiva. È interpretato dall'attore gallese Tom Ellis.
Il personaggio, creato dal fumettista Neil Gaiman, è stato ispirato in parte al cantante inglese David Bowie, ma nella trasposizione televisiva i creatori hanno deciso di non imitare il cantante. Tom Ellis ha spiegato in un'intervista di aver visto il personaggio di Lucifer come il figlio illegittimo di Noël Coward e Mick Jagger con un pizzico dell'attore inglese Terry-Thomas. Per quanto riguarda l'accento inglese, Ellis ha dichiarato che, provando l'interpretazione in americano il personaggio, risultava troppo volgare e pertanto ha deciso di usare l'accento inglese (anche perché gli ricordava una sorta di personaggio di Oscar Wilde o Noël Coward).
Lucifer, spesso chiamato Samael, è un angelo caduto che, dopo aver provato senza successo una ribellione in Paradiso, fu bandito da Dio e mandato all'Inferno a ricoprire il ruolo di Signore degli Inferi. Per questo motivo, Lucifer nutre un profondo risentimento verso il padre e anche verso la madre, colpevole di non aver fatto nulla dopo che il padre lo ha cacciato.
Nel 2011 Lucifer, annoiato dalla sua vita come signore dell' inferno, decise di abdicare e si trasferì quindi a Los Angeles. Qui aprì un lussuoso night club, il LUX, e nel 2016 divenne consulente civile per LAPD.
Lucifer non nasconde a nessuno la sua vera identità: dice sempre alla gente chi è realmente, ma nessuno lo prende mai sul serio (a meno che non mostri loro il suo volto infernale). Lo fa di solito per spaventare, e in un certo senso punire, i criminali. Come angelo caduto, Lucifer è immortale e, oltre a poteri come la forza sovrumana e l'invulnerabilità, possiede una capacità che gli permette di far dire alla gente quali sono i loro desideri più profondi.
Quando arriva a Los Angeles, si fa tagliare le ali da Mazikeen; le nasconde in un container che gli viene in seguito rubato (nell'episodio "Il figlio prediletto"). Quando finalmente riesce a ritrovarle, le distrugge incendiandole, per eliminare ogni legame con il padre. Tuttavia, nel finale della seconda stagione, le riacquista contro la sua volontà e, malgrado provi più volte a tagliarle, queste ricrescono ogni volta. Nonostante le ali per Lucifer rappresentino il fatto che Dio voglia imporsi su di lui, è costretto a rassegnarsi all'idea di non potersene più liberare. Nella terza stagione perde anche il suo volto demoniaco, salvo riacquistarlo nel finale di stagione dopo l'uccisione di Caino.
Tra Lucifer e la detective Decker si instaura fin da subito un forte legame e il fatto che la detective sia immune ai suoi poteri lo intriga molto. Nell'episodio "Qualità Virili" Lucifer istiga la detective a sparargli per dimostrarle che è davvero il diavolo, ma il proiettile lo ferisce e lui scopre che può essere vulnerabile quando la detective è nei paraggi. I sentimenti che prova per Chloe lo portano inizialmente in uno stato di confusione fino a che non accetta il fatto che è innamorato di lei, anche se non è in grado di esprimere ciò che prova. Dopo che Chloe lo bacia nell'episodio "Hostess Interruptus", i due provano a stare insieme, ma quando la madre del diavolo dice a quest'ultimo che la detective è semplicemente il risultato di un miracolo fatto da Amenadiel per conto di Dio, Lucifer decide di respingerla per il suo bene. Nonostante ciò, nel penultimo episodio della terza stagione, i due si baciano di nuovo dopo che Lucifer le confessa ciò che prova per lei: solo dopo, ossia nel finale di stagione, Chloe vede finalmente il suo volto demoniaco.
Durante la prima stagione suo fratello Amenadiel cerca, senza successo, di convincerlo a tornare ai suoi doveri infernali. Nel finale di stagione Lucifer, in fin di vita dopo che Malcom Graham gli ha sparato, prega Dio di salvare la vita di Chloe in cambio della sua totale resa al volere del padre: a questo punto Dio gli mostra che sua madre è scappata dall'Inferno e il suo compito è quello di riportarla indietro. Nella seconda stagione si vede il difficile rapporto che intercorre tra Lucifer e sua madre; inizialmente il piano del diavolo è quello di aiutarla a tornare in Paradiso (così che lei e Dio si annientino a vicenda), ma alla fine decide di mandarla in un altro mondo affinché ella possa creare un mondo tutto suo senza l'influenza del marito Dio.
Nella terza stagione ha a che fare con il nuovo tenente del distretto, Marcus Pierce. Quando scopre che Pierce è in realtà Caino, il primo assassino della Terra, accetta di aiutarlo a trovare un modo per morire per infastidire suo padre, ma si tira indietro quando la vita della detective è messa in pericolo. Lucifer lotta contro i suoi sentimenti per la detective, quando lei inizia una relazione con Pierce, e la sua incapacità di esprimerli fino al penultimo episodio della stagione.
Nella quarta stagione Lucifer, dopo aver involontariamente mostrato il suo volto a Chloe nel finale della stagione precedente, scopre che la detective aveva trovato un modo per mandarlo all'Inferno. Per questo Lucifer, amareggiato, se ne allontana e inizia una relazione con Eve, scappata dalla Città d'Argento per cercare il suo vero amore (per l'appunto Lucifer). Col tempo la relazione con Eve inizia ad avere degli effetti negativi su Lucifer, il quale comincia a comportarsi nuovamente in modo malefico infliggendo punizioni, talvolta anche gravi, a chi le merita secondo lui; ciò non lo esenta a voler bene Chloe e a lavorare insieme a lei, rendendosi conto di star agendo in maniera sbagliata. A seguito di questi eventi, le sue ali da angeliche diventano demoniache e comincia a non riuscire più a controllare la sua forma malvagia. Per questo sia lui sia Chloe cominciano a credere alla profezia di padre Kinley (il prete a cui si era rivolta Chloe per rispedire Lucifer all'Inferno) secondo il quale il ricongiungimento sulla Terra del diavolo con il suo primo amore avrebbe comportato il rilascio del male. In realtà Lucifer e Chloe avevano interpretato male la profezia, perché il male rilasciato non era Lucifer in quanto tale, ma piuttosto i demoni, che nel finale della stagione omonima raggiungono Los Angeles in cerca di un re. A causa di tale pericolo, Lucifer, dopo aver rivelato a Chloe che in realtà il suo primo amore è lei e non Eve, torna all'inferno per controllare i demoni.
Nella quinta stagione Lucifer si trova all'Inferno in un primo momento, ma quando Amenadiel lo informa che sulla Terra è arrivato il loro fratello (nonché gemello di Lucifer) Michael, il diavolo torna sulla Terra. In questa stagione Lucifer ritorna a lavorare insieme a Chloe, con la quale inizia anche una relazione, suggellata dalla notte passata insieme.

### Curiosità
Fa la comparsa nel mondo DC, nel mega cross-over "Arrowverse" Crisi sulle Terre Infinite, dove si scoprirà che la sua Terra si chiama "Terra 666" (però l'episodio è ambientato cinque anni prima dell'incontro con la detective della omicidi Chloe Decker). In questa occasione rivela che ha già incontrato John Constantine (di cui storpia volutamente il cognome pronunciandolo "Constentain"). Su richiesta di Mia Queen indica un luogo dove possono trovare un Pozzo di Lazzaro, dopodiché avverte Constantine che ha esaurito i favori.

## Chloe Decker
Chloe Decker è interpretata dall'attrice statunitense Lauren German.
È un detective della LAPD. Chloe e Lucifer iniziano a collaborare insieme, nonostante l'iniziale diffidenza di lei, perché Lucifer è incuriosito dal fatto che la detective non subisce l'effetto dei suoi poteri. Per la detective il rapporto collaborativo con Lucifer è intrigante e al tempo stesso difficile. A causa di un precedente caso (Il caso Palmetto), dove un poliziotto è entrato in coma in seguito a una sparatoria, Chloe viene messa da parte dall'intero distretto e per questo è costretta a collaborare con Lucifer. Nonostante all'inizio sia contraria, finirà per concordare che Lucifer, con i suoi metodi non convenzionali, sono utile alle indagini, anche se spesso il suo modo di fare la innervosisce. Nella prima stagione Chloe è separata del marito Dan, anch'egli detective del LAPD, con cui ha avuto una figlia di nome Trixie. Dopo che il loro tentativo di tornare insieme è stato sabotato da Malcom, decidono di divorziare, anche se restano comunque buoni amici. Il padre di Chloe, Joe Decker, era un poliziotto del LAPD che venne ucciso durante un tentativo di rapina; nella seconda stagione si scopre che dietro il suo omicidio si nascondeva qualcosa di più grande. La madre di Chloe, Penelope Decker, è un'attrice. Anche la detective ha seguito per un breve periodo la carriera di attrice, fino a quando, dopo la morte del padre, ha deciso di entrare in polizia. Il suo unico film, Hot Tub High School, è per lei fonte di grande imbarazzo, dato che in esso vi è una scena di lei in topless. Durante la seconda stagione si scopre che Penelope Decker non poteva avere figli e che la nascita di Chloe è il risultato di un miracolo eseguito da Amenadiel per conto di Dio. Nella quinta stagione si scopre perché Chloe sia immune ai poteri di Lucifer: tutti i mortali, nel momento in cui vedono un angelo, vedono anche, riflessi verso di loro, diverse caratteristiche del proprio animo in base all'angelo in questione; nel caso di Lucifer, ad essere riflesso è il desiderio e per questo, per molti, lui appare irresistibile, perché appare come l'incarnazione vivente dei loro desideri, ma Chloe, invece, è in grado di vedere Lucifer per ciò che è senza essere influenzata.
Nonostante all'inizio Chloe abbia negato più volte l'eventualità di andare a letto con Lucifer, nonostante i continui tentativi di seduzione da parte di quest'ultimo, nell'episodio "Hostess Interruptus" ella capisce che i sentimenti che lui prova per lei sono sinceri e dunque lo bacia. Tuttavia quando Lucifer scopre la verità sulla nascita della detective, decide di allontanarsi da lei per proteggerla. Successivamente, però, i due si riavvicinano e iniziano una relazione. Dopo aver alla fine passato una notte d'amore con Lucifer acquisisce i suoi stessi poteri diventando capace di esternare a propria volta i desideri nascosti delle persone credendo di non dover più dipendere da Lucifer per interrogare i sospetti. In seguito però scoprirà che l'unico individuo soggetto a questa capacità è lo stesso Lucifer.

## Mazikeen ("Maze") Smith
Mazikeen è interpretata dall'attrice Lesley-Ann Brandt
Mazikeen è un demone leader dei demoni Lilim. Quando era all'Inferno si occupava di torturare le anime dei dannati. Quando Lucifer decide di lasciare gli inferi, lei lo segue e incomincia a lavorare nel night club LUX come barista. È Maze che tagliò le ali a Lucifer quando arrivarono a Los Angeles. Non vede di buon occhio il fatto che Lucifer si immischi delle faccende degli umani e durante tutta la prima stagione cercherà il modo di convincerlo a tornare a casa. Gelosa del rapporto che si è instaurato tra Lucifer e la detective, Maze decide di allearsi con Amenadiel per trovare un modo di tornare a casa; instaura quindi una relazione con l'angelo, terminata quando quest'ultimo si rende conto che Maze è dalla parte di Lucifer. Quando il demone si rende conto che è stata una pedina dei due fratelli, decide di andarsene. Successivamente, al suo ritorno, si scopre che ha legato molto con la psicoterapeuta Linda arrivando a definirla la sua unica amica. Durante la seconda stagione, stanca di vivere alle spalle di Lucifer, decide di andare a convivere con la detective Decker e Trixie, inoltre scopre che può fare il lavoro dei suoi sogni ed essere anche pagata per farlo: la cacciatrice di taglie.

## Linda Martin
Linda Martin è interpretata dall'attrice statunitense Rachael Harris
Linda è la psicoterapeuta di Lucifer. All'inizio Linda fa sedute di terapie a Lucifer in cambio di prestazioni sessuali. Quando si rende conto che quello che sta facendo non è etico, decide di smettere facendogli capire molte cose sugli umani e soprattutto su se stesso. Nella seconda stagione Lucifer, stanco di non essere preso sul serio dalla dottoressa, decide di farle vedere il suo vero volto. Questa cosa la turberà molto, infatti decide di cancellare le sedute con lui e cercherà di evitarlo il più possibile: così facendo si allontanerà anche da Maze, la quale le è molto legata, avendo ormai capito che anche lei non è umana, bensì un demone. Dopo una chiacchierata con Maze, che le farà capire che sono sempre gli stessi Maze e Lucifer nonostante tutto, Linda riallaccerà il rapporto con i due. Stringerà amicizia anche con Amenadiel, nonostante le iniziali incomprensioni dovute al fatto che l'angelo le ha mentito sulla sua vera identità per spiare Lucifer; dalla terza stagione inizierà una relazione con l'angelo dalla quale avrà un figlio, Charlie

## Amenadiel
Amenadiel è interpretato da D. B. Woodside.
Amenadiel è un angelo, fratello maggiore di Lucifer.
Viene mandato sulla Terra da Dio per convincere Lucifer a tornare all'Inferno, dove era lui il custode. Nel corso della prima stagione instaura una relazione con il demone Maze, che termina quando quest'ultima cerca di ucciderlo. Sapendo che il fratello si reca a sedute di psicoterapia, decide di fingersi psicologo per avere qualche informazione in più da Linda. Quando Linda scopre la verità, decide di troncare il loro rapporto, salvo poi cambiare idea quando l'angelo le chiede sinceramente scusa. Amenadiel tenterà in tutti i modi di riportare il fratello negli inferi; ma poi scopre che Lucifer può essere ucciso da armi mortali e per questo decide di far ritornare in vita il poliziotto corrotto Malcom Graham per farlo ammazzare. Anche Amenadiel, come Lucifer, ha dei poteri soprannaturali, tra cui quello di rallentare il tempo. Durante la seconda stagione perde gradualmente i suoi poteri. Quando Uriel viene ucciso, Amenadiel si rende conto che al padre non importa niente dei suoi figli e si allea con la madre. Nella terza stagione pensa di essere stato messo alla prova dal padre e, per riottenere le ali, diventerà l'angelo custode di Lucifer e di Charlotte Richards. Alla morte di lei riotterrà le ali capendo che in realtà era lui che se le era inconsciamente tolte. Nella quarta stagione, diventerà padre di Charlie avuto da Linda. Si scopre, nella quinta stagione, di poter attrarre le suore, ma questo perché, come Lucifer appare come l'incarnazione dei desideri di chi lo osserva, Amedaniel appare come l'incarnazione della loro fede, pertanto, se di fronte a lui c'è un individuo in cui la fede in Dio è parte importante della sua vita, questa persona si sentirà profondamente attratta da lui. Nella sesta stagione inizialmente si arruolerà in polizia, grazie a Dan, andando avanti con il lavoro scoprirà la corruzione di molti suoi colleghi ed il razzismo che ostacola la carriera della partner. Alla fine diventerà Dio.

## Daniel ("Dan") Espinoza
Daniel Espinoza (chiamato Dan), interpretato da Kevin Alejandro, è un detective del LAPD. Essendo anch'egli un membro del LAPD e inoltre ex marito della detective Decker, incontra fin da subito Lucifer. Tra egli e il diavolo non corre buon sangue, sia perché quest'ultimo lo appella con il nome di "Detective Stronzo" sia a causa del legame creatosi tra Lucifer e Chloe. Nonostante il matrimonio con la Detective Decker sia giunto al capolinea, Dan nutre un profondo affetto per lei e cerca in tutti i modi di proteggerla, così come con la figlia Trixie a cui è molto legato. Verso la fine della prima stagione si scopre che Dan è implicato nel caso Palmetto, caso molto delicato per la detective Decker, essendo un poliziotto corrotto insieme con Malcom Graham. Perde la carica di Detective dopo essersi costituito per scagionare Lucifer dalle accuse di omicidio. Tra la seconda e la terza stagione ha una relazione con Dea/Charlotte Richards, inoltre il suo rapporto con Lucifer migliora notevolmente pur essendo colmo di varie divergenze, anche se tale rapporto viene momentaneamente ostacolato nella prima parte della quinta stagione quando scopre che Lucifer è il diavolo: all'inizio non la prende bene, ma in seguito l'amicizia con lui viene ripristinata. Nella seconda parte della stagione viene ucciso a colpi di pistola da un criminale e muore, motivo per il quale la sua anima viene condotta all'Inferno, ma alla fine, dopo aver scontato la sua pena (cioè la sensazione di non aver dato il buon esempio alla piccola Trixie, quando in realtà è l'esatto contrario di ciò che crede), riesce a trovare la strada per il Paradiso.

## Beatrice ("Trixie") Espinoza
Trixie Espinoza, interpretata da Scarlett Estevez, è la figlia della detective Chloe Decker e del detective Dan Espinoza. Trixie prende subito in simpatia Lucifer. Quando scappa di casa per non sentire litigare la mamma e la nonna, va al LUX a cercare Lucifer: qui incontra Maze, con la quale stringe subito amicizia diventandone amica, complice e informatrice. Ha un ottimo rapporto con entrambi i genitori a cui vuole molto bene. Trixie è l'unica a non avere paura di Lucifer e di Maze dopo aver visto il loro vero aspetto, trovando tra l'altro le loro facce carine.

## Dea/Charlotte Richards
Interpretate da Tricia Helfer. Dea è la madre di Lucifer, di Amenadiel e di tutti gli esseri celesti; alla fine della prima stagione scappa dall'Inferno, dove è stata imprigionata, per ricongiungersi con i suoi figli sulla Terra e per farlo sfrutta il corpo della defunta Charlotte Richards. Durante la seconda stagione cerca in tutti i modi di convincere i figli a ribellarsi al padre, tornando in questo modo in Paradiso, e per farlo arriverà anche a mettere in pericolo la vita di Chloe, inoltre ha una relazione con Dan ugualmente per i suoi scopi. Quando lei e i figli si rendono conto che i suoi poteri non possono più essere contenuti da un corpo umano, Lucifer genera una dimensione parallela (grazie alla spada di Azrael) per darle la possibilità di raggiungere la sua serenità, in particolare offrendole di creare e di governare un nuovo universo con le sue regole. Sua madre accetta la proposta e lascia la Terra, ma a seguito di questo evento, ritorna dall'Inferno l'anima di Charlotte Richards. Nella terza stagione ella cerca in tutti i modi di comportarsi bene per non vivere più l'inferno che ha vissuto e ad aiutarla vi sarà Amenadiel, dopo che egli e Lucifer le rivelano la loro identità celeste e la causa dei suoi vuoti di memoria. La vera Charlotte inizia anche una seria relazione con Dan, ma nel finale della medesima stagione viene uccisa da Caino a colpi di pistola e dunque Amenadiel trasferisce la sua anima in Paradiso.

## Ella Lopez
Ella è una ragazza di Detroit, che lavora presso la LAPD come addetta della forense. Il personaggio appare dal primo episodio della seconda stagione e viene subito caratterizzato come una figura ultra positiva e piena di energie. Ella è molto credente, cosa che non impedirà a Lucifer di affezionarsi alla ragazza e di intraprendere con lei una splendida amicizia. Ella Lopez è interpretata dall'attrice statunitense Aimee Garcia. Nella quarta stagione ha un flirt con Dan.

## Marcus Pierce/Caino
Marcus Pierce/Caino, interpretato da Tom Welling, diventa il nuovo tenente del distretto di Los Angeles nella terza stagione della serie. Nel corso della stagione Lucifer scopre che in realtà si tratta di Caino, il primo assassino della storia, costretto a vagare incessantemente sulla Terra (e per farlo crea continuamente identità false, come per esempio "Marcus Pierce"). Lo scopo di Caino è cercare un modo per poter finalmente morire e per farlo si servirà di Chloe, facendola innamorare di lui (infatti l'amore di quest'ultima rimuove dal suo braccio destro il marchio che lo rende invulnerabile). In un primo momento, resosi conto di starle facendo del male, decide di interrompere la relazione, ma poi le chiede di sposarla rendendosi conto che ella ricambia i suoi sentimenti. Tuttavia la detective, dopo aver accettato, viene presa dalle insicurezze e annulla il matrimonio. Nel finale della terza stagione, volendo uccidere Amenadiel per i suoi scopi, spara e uccide accidentalmente Charlotte Richards (che si sacrifica per l'angelo), perciò al distretto tutti capiscono che è un assassino (il cosiddetto "peccatore") e le indagini portano quasi al suo arresto: proprio nel momento in cui l'indagine sta per giungere al termine, Caino inganna Lucifer e Chloe attirandoli in un appartamento isolato con lo scopo di uccidere il primo. Nonostante ciò, alla fine del combattimento, è il diavolo ad avere la meglio e a ucciderlo definitivamente.

## Eve
Eve, interpretata da Inbar Lavi, è la Eva biblica, moglie di Adamo, ed è un essere celeste in quanto creata direttamente da Dio. Lascia la Città d'Argento e scende sulla Terra dopo che Amenadiel (temporaneamente tornato in Paradiso) e Charlotte Richards (anch'ella finita in Paradiso in seguito alla sua morte) le ricordano di Lucifer. Si viene a scoprire che lei e il diavolo hanno avuto una relazione fin dalle origini dell'umanità e che lei è dunque il primo amore di Lucifer, rendendo credibile la profezia "Quando il diavolo camminerà sulla Terra e incontrerà il suo primo amore, il male sarà liberato"; per questo motivo, viene lasciata da Lucifer stesso, che nelle ultime settimane aveva ripreso comportamenti malefici sotto la sua influenza.

## Michael
Interpretato da Tom Ellis, è il fratello gemello di Lucifer. È un arcangelo che inizialmente ha intenzione di distruggere la vita del suo gemello, ma in seguito di appropriarsene. Cerca di ingannare Chloe spacciandosi per Lucifer, ma viene subito smascherato; per questo motivo, nel corso della prima parte della quinta stagione, cerca in altri modi di attuare il suo piano, prima scendendo a patti con Dan (che è molto spaventato avendo scoperto il vero volto del diavolo) e poi rapendo Chloe. Dopo che Dio arriva sulla Terra tenta vanamente di incolpare Lucifer e Amenadiel di essersi coalizzati contro di lui ma il padre lo zittisce e durante la cena di famiglia Micheal non esita a farsi beffe del fratello gemello lasciando Dio deluso dal suo comportamento e il giorno dopo lo scaccia dicendogli di tornarsene a casa in paradiso dicendogli che non sarebbe venuto con lui lasciando sorpreso lo stesso Micheal che seppur irritato se ne va dicendo a Maze che in un modo o in altro avrà ciò che vuole. Quando Dio decide di andare in pensione Lucifer scopre che il piano di Micheal era prendere il posto del padre e diventare il nuovo Dio. Pur di riuscirci non esita a riassemblare la spada fiammeggiante e a fare uccidere Dan da dei mercenari per farsí che Chloe si sentisse in colpa e ciò la facesse finire all'inferno per forzare Lucifer a tornarci per restare con lei laggiù per sempre. Lucifer dopo aver scoperto tutto gli dichiara guerra e i 2 gemelli si affrontano nella battaglia finale durante la quale Chloe nel tentativo di aiutare Lucifer viene uccisa da Micheal ma Lucifer con un gesto di grande sacrificio la riporta in vita anche a costo della sua stessa vita lasciando sorpreso Micheal che non pensava che il fratello potesse salvarla. Quando cerca di ucciderla di nuovo Chloe furiosa per la morte di Lucifer grazie a uno dei pezzi della spada fiammeggiante che era riuscita a separare dalla lama riesce ad acquisire una forza immensa con la quale riesce a disarmare Micheal e sul punto di ucciderlo viene fermata da Lucifer che è stato resuscitato da Dio poiché aveva deciso di arrivare a sacrificare se stesso per la persona che amava e così facendo si era dimostrato degno di essere il nuovo Dio. Micheal capendo di aver perso attende che Lucifer lo giustizi davanti a tutti ma Lucifer con suo grande stupore si limita a tagliargli le ali come punizione dei suoi crimini dichiarando al fratello che ha imparato stando sulla Terra che tutti meritano una seconda possibilità perfino uno come Micheal. Davanti a ciò tutti perfino Micheal si inginocchiano solennemente verso Lucifer divenuto il nuovo re dell'universo. Micheal è identico a Lucifer se non per il colore nero delle ali e per una cicatrice sul volto fattagli da Lucifer dopo uno scontro. Si rivela estremamente razzista verso gli umani ritenendoli esseri inferiori e verso il nipotino Charlie ritenendo che non sarebbe dovuto mai esistere. Il suo potere è scovare le paure più profonde.

## Aurora ("Rory") Morningstar
Interpretata da Brianna Hildebrand, è la figlia di Lucifer e Chloe, tornata indietro nel tempo per avere vendetta dopo essere stata abbandonata dal padre prima di nascere. Molto affezionata alla madre, Rory è un giovane angelo dalle ali scarlatte, inizialmente presentata come un'antagonista, piena di risentimento e rabbia, sentimenti che però nascondono il dolore per la mancanza del padre che non ha mai avuto. Lei e Lucifer sono molto simili, tant'è che finiscono spesso per scontrarsi. Nel futuro guida la Corvette del padre ed è stata cresciuta dalla madre, dalla famiglia e dagli amici dei suoi genitori. Con il tempo lei e Lucifer riescono a costruire e risanare il loro rapporto e si rivelano entrambi estremamente protettivi l'uno dell'altra. Alla fine, scopre di essere stata lei stessa a chiedere a Lucifer di non venirla mai a trovare: dopo aver visto quanto il compito del padre, e cioè redimere le anime di chi è finito all'inferno, sia importante, ma vedendo anche come lui sia combattuto all'idea di sacrificare la propria presenza nell'infanzia di lei pur di compiere tale dovere, decide di ordinargli lei stessa di occuparsi a tempo pieno del proprio ruolo di redentore di anime; loro due avranno tempo di vedersi quando lei sarà, finalmente, disposta a venirlo a trovare sfruttando i suoi poteri da angelo. Essendo figlia di un angelo, Rory possiede il dono dell'immortalità (ha l'aspetto di una giovane donna, pur avendo in realtà settant'anni), pur essendo invulnerabile è soggetta a risentire più gli effetti dei narcotici, in quanto per metà umana, ma non può essere ferita se non con armi angeliche, e inoltre le lame contenute nelle sue ali possono ferire gli altri angeli. Possiede inoltre, come il padre, la capacità di assumere un aspetto demoniaco, anche se pure in questo caso esso appaia meno marcato.